# Kannauj (stad)
Kannauj is een stad en gemeente in het district Kannauj van de Indiase staat Uttar Pradesh. De stad is een van de belangrijkste Indiase productiecentra van attar. Het productieproces van deze parfumolieën vindt in deze stad nog grotendeels op traditionele wijze plaats.

## Demografie
Volgens de Indiase volkstelling van 2001 wonen er 71.530 mensen in Kannauj, waarvan 53% mannelijk en 47% vrouwelijk is. De plaats heeft een alfabetiseringsgraad van 58%.